# Vilarinho de Samardã
Vilarinho de Samardã ist ein Ort und eine ehemalige Gemeinde (Freguesia) im portugiesischen Kreis Vila Real. Die Gemeinde hatte 740 Einwohner (Stand 30. Juni 2011).
Am 29. September 2013 wurden die Gemeinden Vilarinho de Samardã und Adoufe zur neuen Gemeinde União das Freguesias de Adoufe e Vilarinho de Samardã zusammengeschlossen.